# Platsspecifik konst
Platsspecifik konst syftar på konstverk som är producerade för en bestämd plats. Ofta tar konstnären platsen i beaktande när hen planerar eller utför konstverket. Några konstnärer som arbetar inom fältet platsspecifik konst är Robert Smithson, Andy Goldsworthy, Christo, Dan Flavin och Richard Serra.
Platsspecifik konst kan ibland också kallas för in situ, på plats.